# Powiat gródecki
Powiat gródecki – powiat województwa lwowskiego II Rzeczypospolitej. Jego siedzibą było miasto Gródek Jagielloński. 1 sierpnia 1934 r. dokonano nowego podziału powiatu na gminy wiejskie.

## Zmiany administracyjne
1 lutego 1922 gminę i obszar dworski Rokitno wyłączono z powiatu gródeckiego i włączono do powiatu lwowskiego.
1 kwietnia 1929 gminę Zalesie zniesiono i włączono do miasta Janowa w tymże powiecie.

## Gminy wiejskie w 1934 r.
- gmina Lubień Wielki
- gmina Rodatycze
- gmina Białogóra
- gmina Domażyr
- gmina Wiszenka
- gmina Mszana
- gmina Łozina
- gmina Stawczany

## Miasta
- Gródek Jagielloński
- Janów[4]

W 1921 r. w miastach powiatu mieszkało 12 299 mieszkańców (17,0%), we wsiach 59 959 (83,0%). Wówczas Polacy stanowili ok. 40% mieszkańców powiatu, Ukraińcy ok. 56%, Żydzi blisko 4%.

## Miejscowości
Decyzją Ministra Spraw Wewnętrznych zostały zmienione nazwy miejscowości z niemieckich na polskie od 11 marca 1939:
- Zamczysko (wcześniej Burgthal)
- Podzamczysko (wcześniej Pod Burghtalem)
- Nowy Dwór Uherski (wcześniej Neuhof)
- Zbadyń-Malinówka (wcześniej Zbadyń-Kuttenberg)
- Lasowce (wcześniej Walddorf)
- Uroczysko (wcześniej Schönthal)

## Starostowie
Starostowie
- Tadeusz Wrześniowski (do 1927)[6]
- Mieczysław Zieliński (od 1927)
- Franciszek Frączkowski (kierownik, od 1932 starosta)[7]

Wicestarostowie
- Piotr Kuśnierz (od X.1936)[8]